# 伊予柑
伊予柑（日语：〔〕／ Iyokan）是日本水果，属芸香科柑橘属。最早在山口縣發現，主要生產地位於四國愛媛縣。2021年，愛媛縣佔伊予柑產量的90%。“伊予”一名源自是古代令制國伊予國，其領域即現在的愛媛縣。

## 歷史
1885年，伊予柑由山口縣阿武郡東分村的養蠶講師中村正路發現。 起初，它被稱為紅蜜柑或穴門蜜柑。 1888年，愛媛縣溫泉郡持田村（現在的松山市）的養蠶農民兼果園園丁三好保德購買了中村擁有的苗木，並開始在愛媛縣種植。 初時，伊予柑以伊予國名作為“伊予蜜柑”出售，但存在與愛媛縣種植的溫州蜜柑混淆的風險，因此最終於1930年將名稱改為“伊予柑”。
宮內義正於1955年在松山市平田町發現的“宮內伊予柑”，比傳統的伊予柑成熟早，果實好，皮薄，酸度低，易於食用。 此後，“大谷伊予柑”、“勝山伊予柑”等優良伊予柑品種相繼被發現。

## 遺傳學分析
伊予柑被認為是溫州蜜柑和甜橙，或溫州蜜柑和柚子的雜交品種，但柑橘類水果的基因組分析表明，它是海紅柑和大紅蜜柑的雜交品種。

## 描述
伊予柑果皮比溫州蜜柑厚，但可以用手剝。然而，近年來，由於用手剝厚皮的麻煩，日本人傾向於迴避它。 其外皮非常有光澤，顏色鮮豔，剝皮後，果肉會散發出非常濃郁的香味。果肉略帶酸味，比橙子更苦，但比柚子更甜。
有一種變體長成五邊形，以促進好運並重振這種水果的受歡迎程度，也給它另一個暱稱“五角伊予柑”。有時伊予柑會被放入魚飼料中以減少魚腥味。 
在日本，奇巧巧克力會於春天時節推出季節性的伊予柑口味，並會在包裝上向正在備考的學生傳達著“好運”的信息。伊予柑（“iyokan”）的日語發音也與“好感覺”（いい予感）接近同音，並在其營銷中使用。

## 產量
2005年日本伊予柑的產量為107,500噸，2010年為53,886噸，其中約90%是在愛媛縣收穫的。 另外，松山市的興居島、中島及北條市，以及八幡濱市的保內都是愛媛縣的主要伊予柑產地，但近年來這些產地開始有改種其他品種的情況。
此外，21世紀初日本果樹種植呈下降趨勢，截至2005年的十年間，伊予柑種植面積減少了約35%，產量也減少了45%。

## 種類
- 宮内伊予柑
  - 彌生紅：於愛媛縣栽培的宮內伊予柑，若屬於3月成熟、糖分11.5度以上的優質果實，則會被命名為“彌生紅”。自2003年起彌生紅每年發貨，它僅在三月份上市。
- 大谷伊予柑：其果皮非常光滑，因此又被稱為“鑽石柑”（ダイヤ柑）
- 勝山伊予柑
- 沢田伊予柑
- 山田伊予柑
- 野本伊予柑